# Christo Projkov
Mons. Christo Projkow (* 11. března 1946, Sofie) je bulharský řeckokatolický kněz a biskup eparchie sv. Jana XXIII. v Sofii.

## Život
Narodil se 11. března 1946 v Sofii. Po absolvání základní školy se rozhodnul následovat povolání ke kněžství. Dne 6. září 1970 byl biskupem Kyrilem Kurteffem vysvěcen na jáhna. Na kněze byl vysvěcen 23. května 1971 biskupem Metodiem Dimitrovem Stratievem. Roku 1980 byl poslán do Říma, studovat na Papežský východní institut, ke studoval kanonické právo. Roku 1982 byl jmenován farářem katedrály Panny Marie Nanebevzaté v Sofii. V prosinci 1991 se začal zabývat novinami "La verità - Veritas".
Dne 18. prosince 1993 jej papež Jan Pavel II. jmenoval titulárním biskupem z Briuly a biskupem koadjutorem Apoštolského exarchátu Sofie. Biskupské svěcení přijal 6. ledna 1994 z rukou papeže Jana Pavla II. a spolusvětiteli byli arcibiskup Giovanni Battista Re a arcibiskup Josip Uhač.
Dne 5. září 1995 papež přijal rezignaci biskupa Metodiho Dimitrova Stratieva a stejného dne nastoupil na jeho místo. Stejného roku se stal předsedou Bulharské biskupské konference. Je předsedou výborů:
- Komise pro klérus
- Komise pro katolickou výchovu
- Rady pro pastoraci migrantů a cestujících
- Rady pro pastoraci zdravotníků

Dne 15. listopadu 2007 mu byl udělen čestný titul Velkokříže Pro Merito Melitensi. Roku 2009 jej papež Benedikt XVI. jmenoval poradcem Kongregace pro východní církve.
Dne 11. října 2019 byl exarchát povýšen na eparchii a on nadále pokračuje ve funkcí biskupa této eparchie.